# Viaduc de Ribeyrès
Le viaduc de Ribeyrès est un pont ferroviaire de la ligne de Figeac à Arvant construit en 1866 sur les communes de Lacapelle-Viescamp et du Rouget-Pers, dans le département du Cantal, en France.

## Histoire

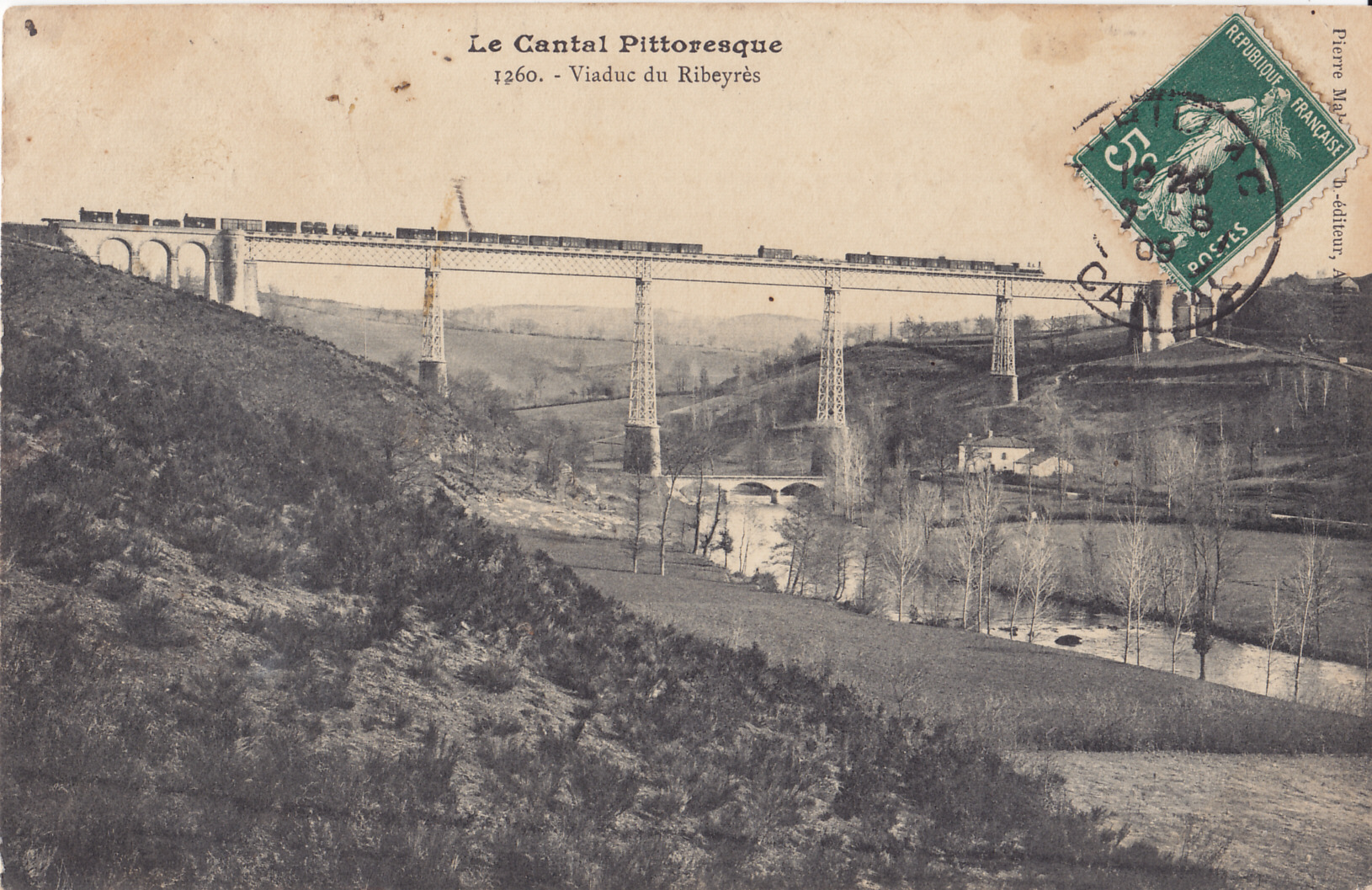
Version initiale du viaduc de Ribeyrès avec des piles métalliques reposant sur des socles en béton avant la construction du barrage de Saint Étienne Cantalès qui a nécessité de reconstruire les piles du viaduc

Le viaduc a initialement été construit pour franchir la vallée de la Cère car elle était trop profonde à cet endroit mais le lac de Saint-Étienne-Cantalès dû à la construction du barrage inauguré le 1er juillet 1945 a modifié la configuration du lieu.
Initialement, le viaduc était constitué de piles métalliques reposant sur des plots maçonnés. En effet, lors de la construction du viaduc en 1866, le lit de la rivière Cère était à son état naturel. Les ingénieurs ont fait le choix technique d'utiliser des piles métalliques car il était possible d'utiliser cette technique de construction pour un viaduc hors sol.
Lors de la construction du barrage de Saint-Étienne-Cantalès, les piles métalliques du viaduc allaient être immergées dans un lac de retenue et donc se corroder rapidement. Les ingénieurs ont alors décidé de reconstruire les piles du viaduc de Ribeyrès. Les travaux ont débuté en 1939 et en 1945 les nouvelles piles en béton du viaduc ont pu être immergées à la suite de la mise en eau du barrage.

## Description
Il est constitué d'un tablier métallique et comporte 5 piles en béton. Sa longueur totale est de 309 m et la portée principale fait 50 m de long.
Lorsque le barrage de Saint-Étienne-Cantalès est totalement rempli, le viaduc est à quelques mètres au dessus de l'eau, lorsque le barrage est vidangé, le viaduc se trouve 56 m au dessus du sol à son point le plus haut. La hauteur au dessus de l'eau du viaduc varie donc aujourd'hui en fonction de la fluctuation du niveau de la retenue d'eau. 